# شموئل حییم

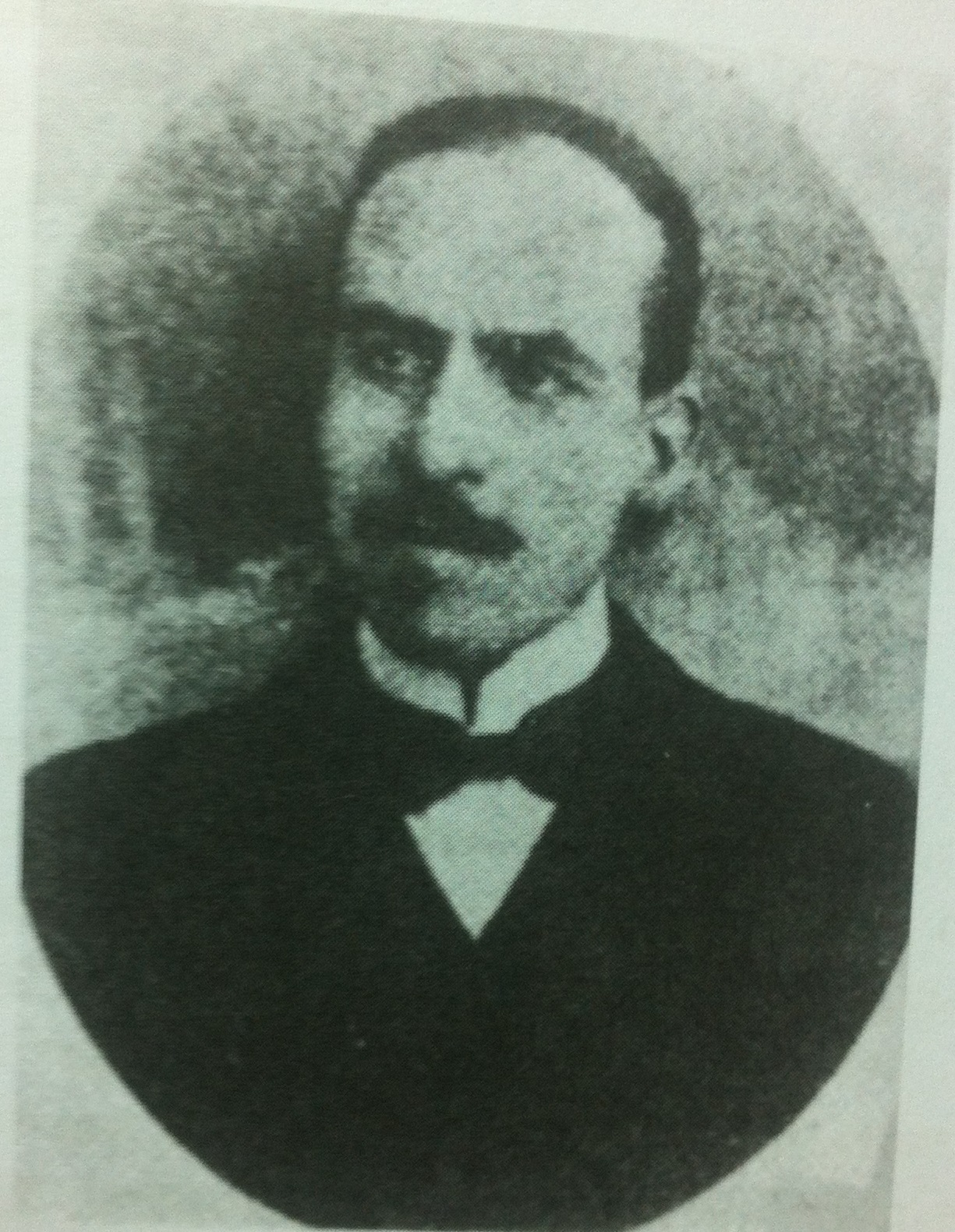
شموئل حییم.

شموئل حییم معروف به مسیو حییم و شموئل اسحاق افندی (۱۲۷۰ خ کرمانشاه – ۱۳۱۰ خ تهران) روزنامه‌نگار، رهبر جامعه یهودیان ایران، فعال صهیونیست و نماینده کلیمیان در دوره پنجم مجلس شورای ملی بود.

## زندگی‌نامه
شموئل حییم در مدرسه آلیانس کرمانشاه تحصیل کرد، چند زبان خارجی فراگرفت و از سال ۱۲۹۳ خورشیدی به خدمت گمرک درآمد. در سال ۱۲۹۹ به تهران رفت و در روزنامه اتحاد قلم زد. او با سفارت انگلستان روابط خوبی داشت و فعالیتهای سیاسی به سود انگلیسیها می‌کرد. سپس تصمیم گرفت روزنامه‌ای برای یهودیان ایران راه بیندازد و چاپ روزنامه حییم را آغاز کرد که بین سالهای ۱۳۰۱ تا ۱۳۰۴ منتشر می‌شد. بیشتر روزنامه به زبان فارسی و بعضی قسمت‌های آن به عبری بود.

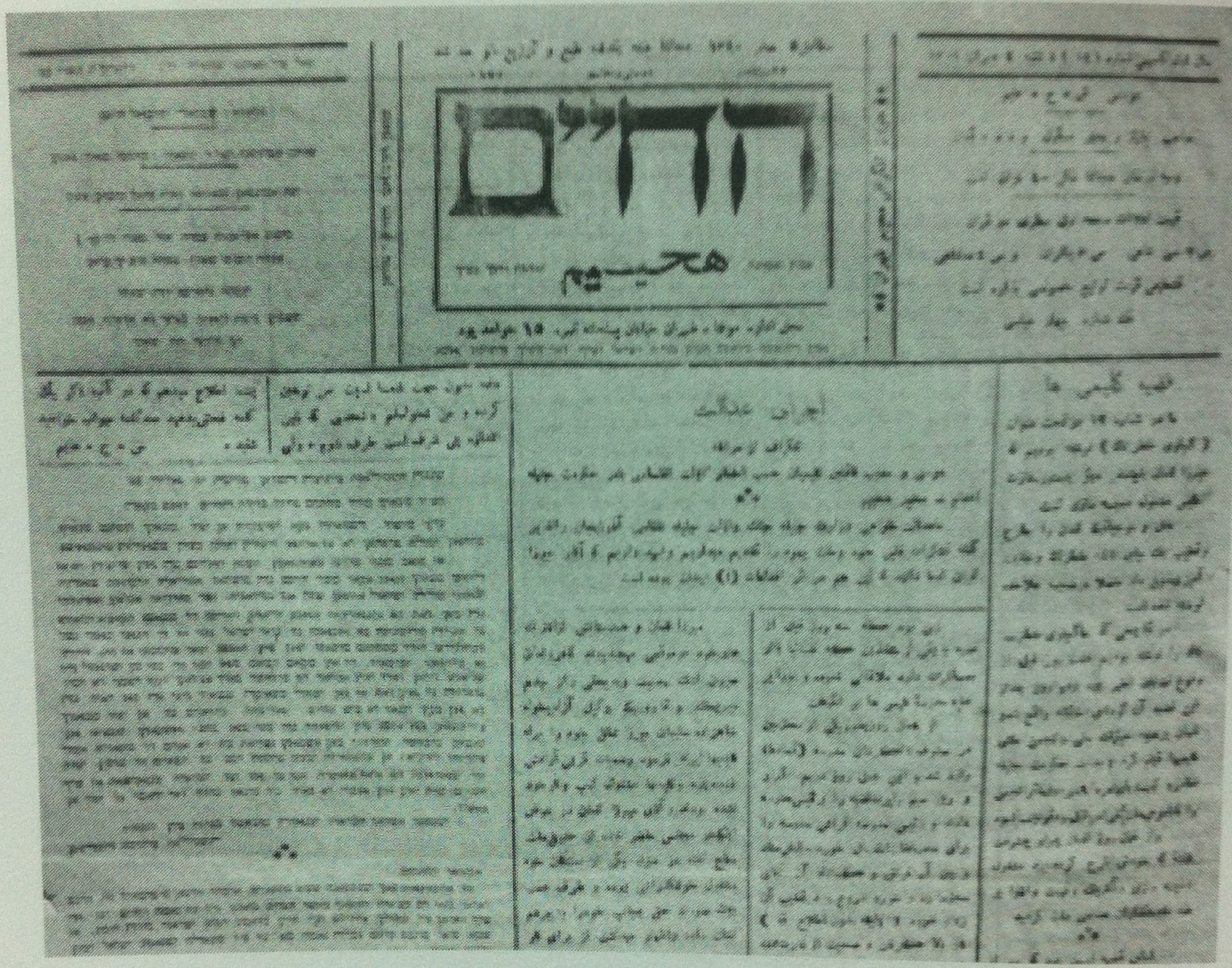
روزنامه حییم که توسط شموئل حییم چاپ می‌شد.

حییم در روزنامه خود مشکلات جامعه یهودی را بیان می‌کرد و در تلاش بود یهودیان ایران را متقاعد به فعالیت سیاسی بیشتر کند. او همچنین از دولت ایران به دلیل تبعیض علیه یهودیان انتقادهای بسیار تندی می‌کرد و خواستار لغو قوانین شرعی تبعیض‌آمیز بود. فعالیت دیگر روزنامه او تبلیغ جنبش صهیونیسم بود. . حییم با جامعه ملل (نسخه اولیه سازمان ملل) ارتباط برقرار درخواست کمک به یهودیان ایران کرد. این فعالیت‌های او دشمنان زیادی برای وی ایجاد کرد.
حییم در انتخابات دوره پنجم مجلس شورای ملی در سال ۱۳۰۲ نامزد نمایندگی کلیمیان شد و با اختلاف زیادی اکثریت آرا را به دست آورد و وارد مجلس شد. طرح اعتبارنامه‌اش مدتها طول کشید و سرانجام هشت ماه پس از آغاز کار مجلس به رأی گذاشته و با اعتراض چند تن از نمایندگان روبرو شد که با استناد به شهادت برخی کلیمیان، صحت انتخابات این حوزه را زیر سؤال برده، می‌گفتند حییم با اعمال نفوذ و تهدید انتخاب شده و عده‌ای از رأی دهندگانش مسلمانان بوده‌اند. صلاحیت شخصی او نیز زیر سؤال رفت. میرزا علی کازرونی نماینده بوشهر درباره‌اش گفت: «ایشان در موقعی که مستخدم دولت بوده‌اند، یک قضایایی اتفاق افتاد و یک راپورت‌هایی به وزارت امور خارجه رسید که بالاخره منجر به انفصال ایشان شد. معذالک مأموریت‌هایی به طرف قزوین و آذربایجان پیدا کردند با یک صور مختلفه که بعد بنده اطلاع پیدا کردم و خود بنده همه جا همراهش نبودم چون نمی‌خواهم مطالب را واضح و آشکار و بدون پرده عرض کنم. گمان می‌کنم آقایان از بعضی قضایا مسبوق باشند». اما مجلس با ۵۷ رأی موافق در برابر نه رأی مخالف و شانزده رأی ممتنع به اعتبارنامه اش رأی داد.
حییم به دنبال کسب حق رأی برای زنان مسیحی و کلیمی در انتخابات بود. زنان قانوناً از حق رأی محروم بودند و در اصلاح قانون انتخابات در مجلس پنجم نیز نمایندگان همچنان بر این محرومیت پای فشردند بی آنکه کسی ابراز مخالفت کند اما شاموئل حییم پیشنهاد داد زنان مسیحی و کلیمی مستثی و از حق رأی برخوردار شوند. پیشنهاد او به تصویب نرسید. حییم طرح ماده واحده‌ای هم به مجلس داد که مقرر می‌کرد در کلیه مملکت، کسب و تجارت (به جز کسب و تجارت نامشروع) آزاد است و احدی به هیچ عنوان نمی‌تواند مانع شغل و کسب دیگری شود. با اینکه در قانون اساسی به این آزادی تصریح شده بود، توجیه حییم از طرح آن برای تصویب در مجلس این بود که تجارت و اقتصاد «متأسفانه امروز در مملکت ما رو به زوال است و بایستی وسائل لازمه از برای تسهیل و ترویج آن اتخاذ شود و موانعی که در بین است مرتفع گردد» و این که «ترتیبات صنفی سابق و بعضی عادات قدیمه کسبی، برخلاف اصول اقتصاد و تجارت بوده، از علل عمده انحطاط تجارت محسوب است». گرچه شماری از نمایندگان اعتراض کردند که این طرح تکرار مفاد قانون اساسی و نالازم است، اکثریت آنان رأی دادند که در دستور کار مجلس قرار گیرد.
ماده واحده - مجلس شورای ملی
حییم در مجلس جزو جناح اقلیت و مخالف رضاخان نخست‌وزیر وقت بود. همین مخالفتها سبب شد که پس از آنکه رضاخان به پادشاهی رسید، در انتخابات دوره ششم مجلس که انتظار می‌رفت او دوباره رأی بیاورد، چند روز قبل از انتخابات دستگیر شد و انتخابات را به رقیبش لقمان نهورایی باخت. بعد حییم متهم به توطئه برای ترور شاه و تلاش برای برپایی نظام جمهوری و در دادگاه نظامی به مرگ محکوم شد. او تا سال ۱۳۱۰ در زندان بود و در این سال تیرباران شد.